# Фастнахт
Фастнахт (нем. Fastnacht) — обозначение карнавалов перед Великим постом в юго-западном регионе Германии, в западно-австрийском Форарльберге, в Лихтенштейне, в немецкой части Швейцарии и в Эльзасе. Носят также название Швабско-алеманнский фастнахт.
На местных диалектах праздник называется Фаснат, Фаснахт и Фазент. На севере область распространения фастнахта соприкасается с регионом, в котором традиционно отмечается Рейнский карнавал. В то время, как карнавалы в Германии, начиная с XVIII столетия, искали и преобразовывались в новые формы (и швабский фастнахт также поддавался этому), с начала XX века на юго-западе Германии проведение фастнахта вернулось к своей средневековой форме и в этом виде сохраняется до наших дней.

## Традиции праздника
Для шварцвальдского фастнахта характерно сокрытие личности участников — под покрывалами, необычными нарядами и особыми масками, как правило, выполненными из дерева (в особых случаях — также из ткани, картона, глины или жести). В Швабии и Алеманнии участники карнавалов не меняют ежегодно свои нарядные костюмы (Хэз, нем. Häs) — как это делают в других странах — но надевают те же самые из года в год, иногда передавая их по наследству детям, которые продолжают карнавальные традиции.
В большинстве городов и селений немецкой земли Баден-Вюртемберг праздновать фастнахт начинают 6 января, на праздник Богоявления. Однако собственно фастнахт начинается в так называемый Грязный четверг (Schmotzigе Dunnschtig) перед Пепельной средой (Aschermittwoch), на который выпадает апогей карнавала. Начиная с Грязного четверга по городам и сёлам южной Германии, северной Швейцарии, западной Австрии и Эльзаса движутся ряженые процессии, на площадях устраиваются представления. на улицах готовятся и поедаются угощения и пекутся особые пироги — фаснеткухли, рекой льётся пиво и глинтвейн. Так отмечается окончание 40-дневного зимнего поста (начавшегося 11 ноября).
В регионе празднование фастнахт называют Дни шутов (Närrische Tage). Переодетые в пёстрые костюмы шутов, демонов, чертей, трубочистов и т. п. своими шествиями по зачастую узеньким и кривым городским улочкам стараются произвести как можно больше шума — звенят бубенцами, щёлкают кучерскими бичами, трясут колокольцами, дудят в охотничьи рожки. Использование этих «музыкальных инструментов» в каждой местности своё, из поколение в поколение. Участники группы из определённого села или городского района одеты и одинаковые костюмы (команда), к примеру гномов, и используют одинаковые элементы реквизита.
Значительное внимание при проведении фастнахта разыгрывается в процедуре «соблюдения чистоты», особенно к началу карнавала, в Грязный четверг. В некоторых районах в этот день от дома к дому ходят одетые в чёрные фраки «чистильщики» (Abstauber), в задачу которых входит символически отчистить шутовкие наряды хозяев от старой пыли и грязи (регион верхнего Неккара). В других областях этим занимаются переодетые «ведьмы» (Роттенбург-на-Неккаре).
Большую роль в организации фастнахта играют происходящие 6 января и несколько последующих дней собрания участников — «шутов» (Narren), на которых оглашается программа последующих праздников и утрясаются последние нерешённые детали. Следующим знаменательным днём фастнахта является Лихтмесс, в пер. Светлое собрание, Светлое гуляние; нем. Lichtmess, на 40-й день после Рождества, 2 февраля. В этот день шуты в различных формах выражения напоминают своим согражданам о самых смешных или значительных событиях прошедшего года. В настоящее время эта традиция упрощена, и нарры просто следуют группами от кабачка к кабачку, где выступают с шутливыми четверостишиями и поют песни. Официально фастнахт праздничными днями не является.
Празднование фастнахта происходит перед началом великого поста, начинающегося с Пепельной среды, за 46 дней до Пасхи. Проведение подобных карнавалов в Центральной Европе прослеживается по крайней мере с XIII столетия.
Наиболее часто используемые образы участников шествий:
- черти и демоны (Эльцахский Шуттиг, а также в Оффенбурге, Триберге и др.). Это одна из старейших фигур карнавала

- шуты и безумцы в самых различных вариациях («мудрый шут», Ханзель, Блэцлебю, «пятнистый шут» и др.), имеющие также весьма древние традиции

- «дикие люди» в костюмах, делающих их похожими на снежного человека. Этот образ особо популярен среди крестьян

- персонажи из сказок и легенд. Обычно в этих ролях выступает молодёжь

- ведьмы.

Фастнахт — шествие ряженых сопровождается специфическими выкриками и традиционными возгласами: Алааф, хелау, Ахой и т. п. Повстречав ряженого знакомого своей же «формы», нарр приветствует его выкриком «Йухухуху» или «Хухуху». Однако наиболее частый выкрик толпы на фастнахт — Нарри-Нарро. Впрочем, речовка нарров меняется от района к району. Во время карнавальных шествий в Швабии и немецкой Швейцарии хором исполняются также шутливые рифмованые двустишия, наподобие русских частушек.

## Галерея

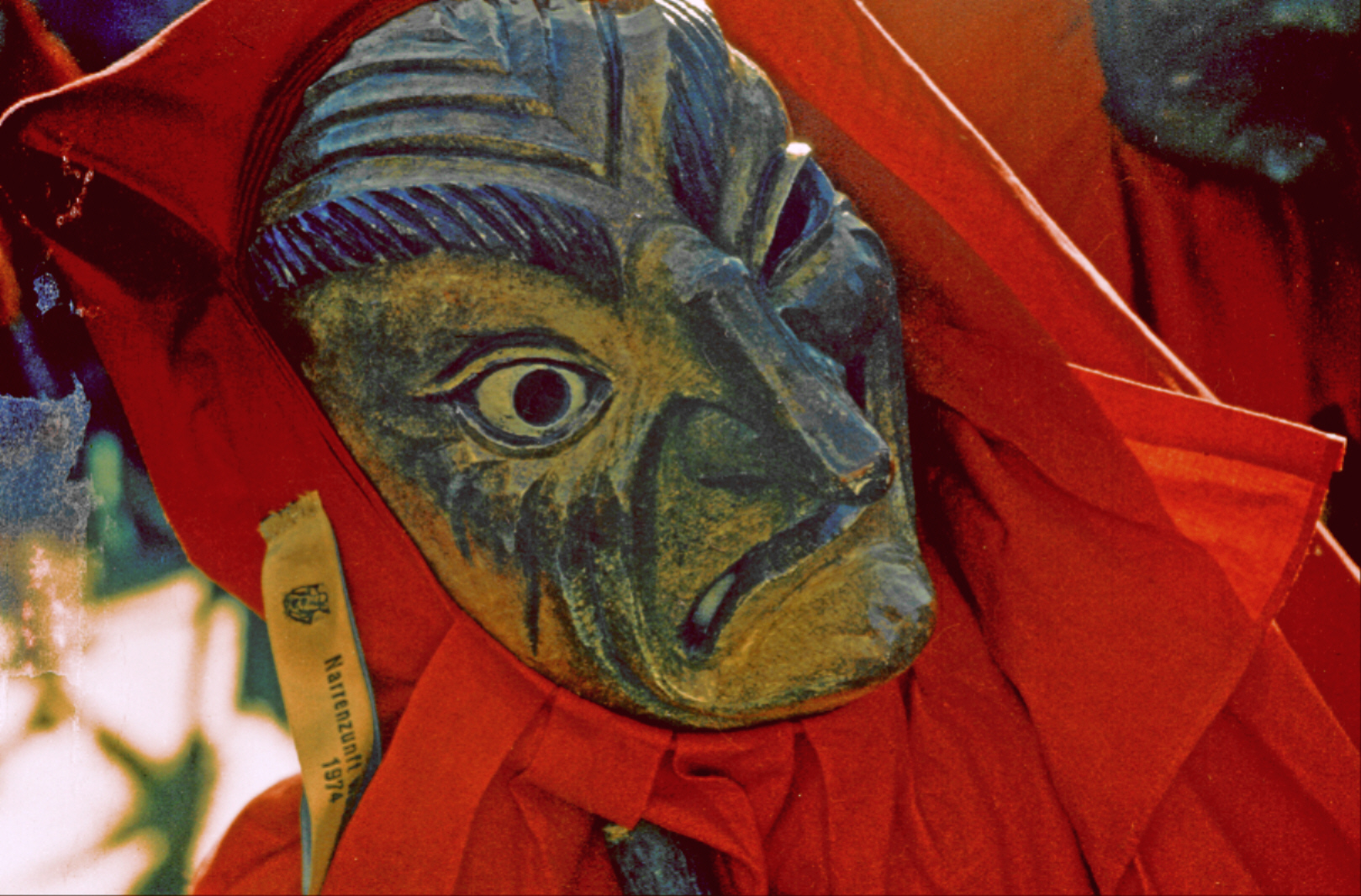
Маска Шрёттеля — персонажа, аналогичного лешему или гному. Празднование Фастнахта в Бад-Вальдзее (1974)
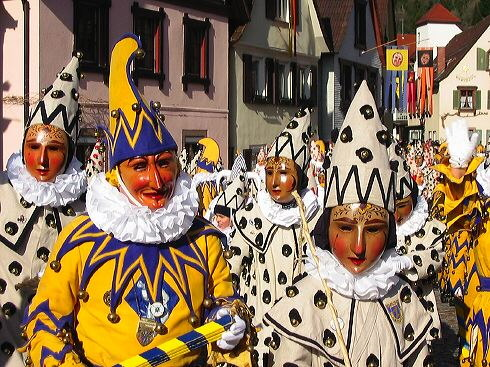
Клоуны в праздничном шествии. Германия
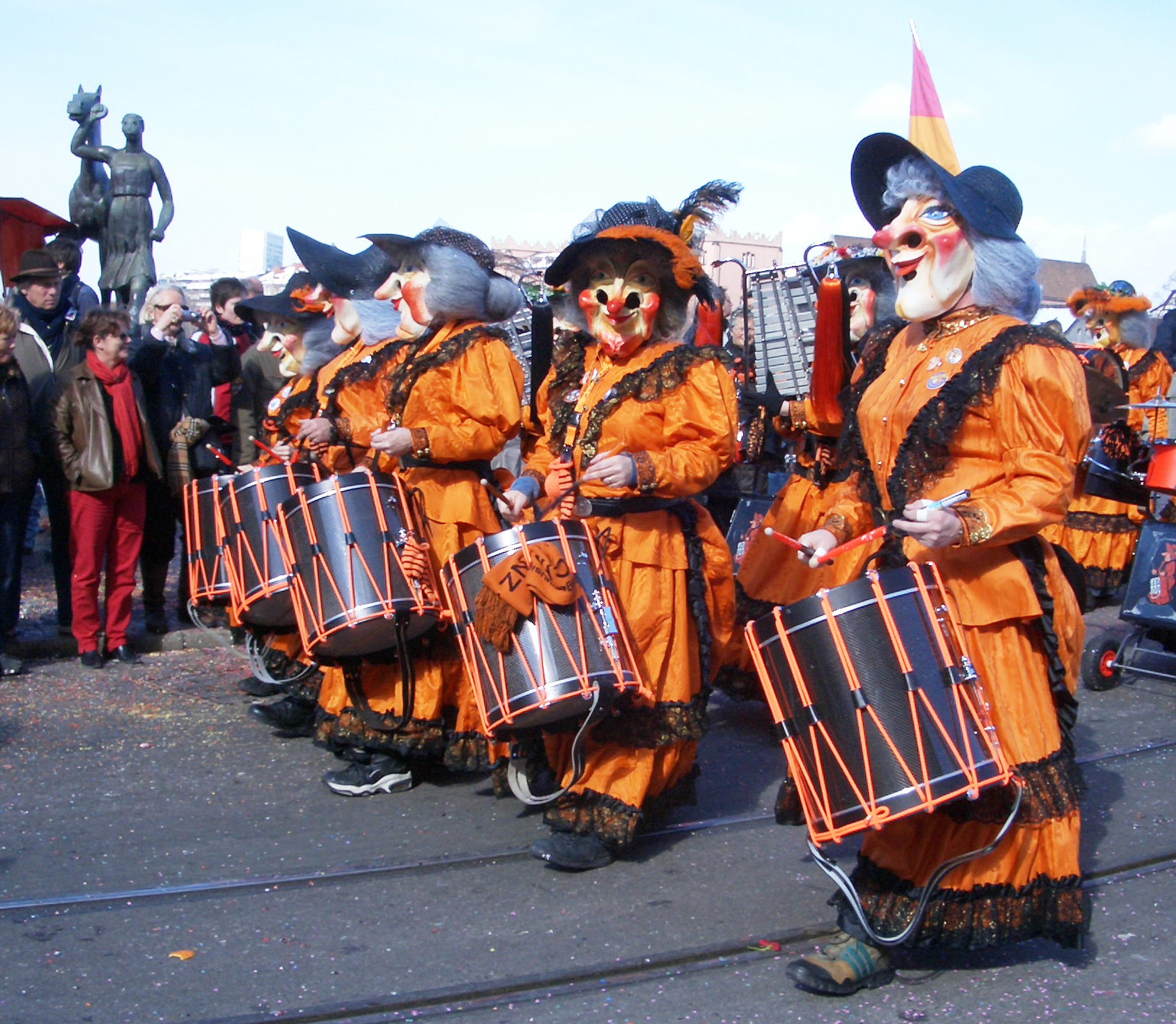
Часть шествия (2006)
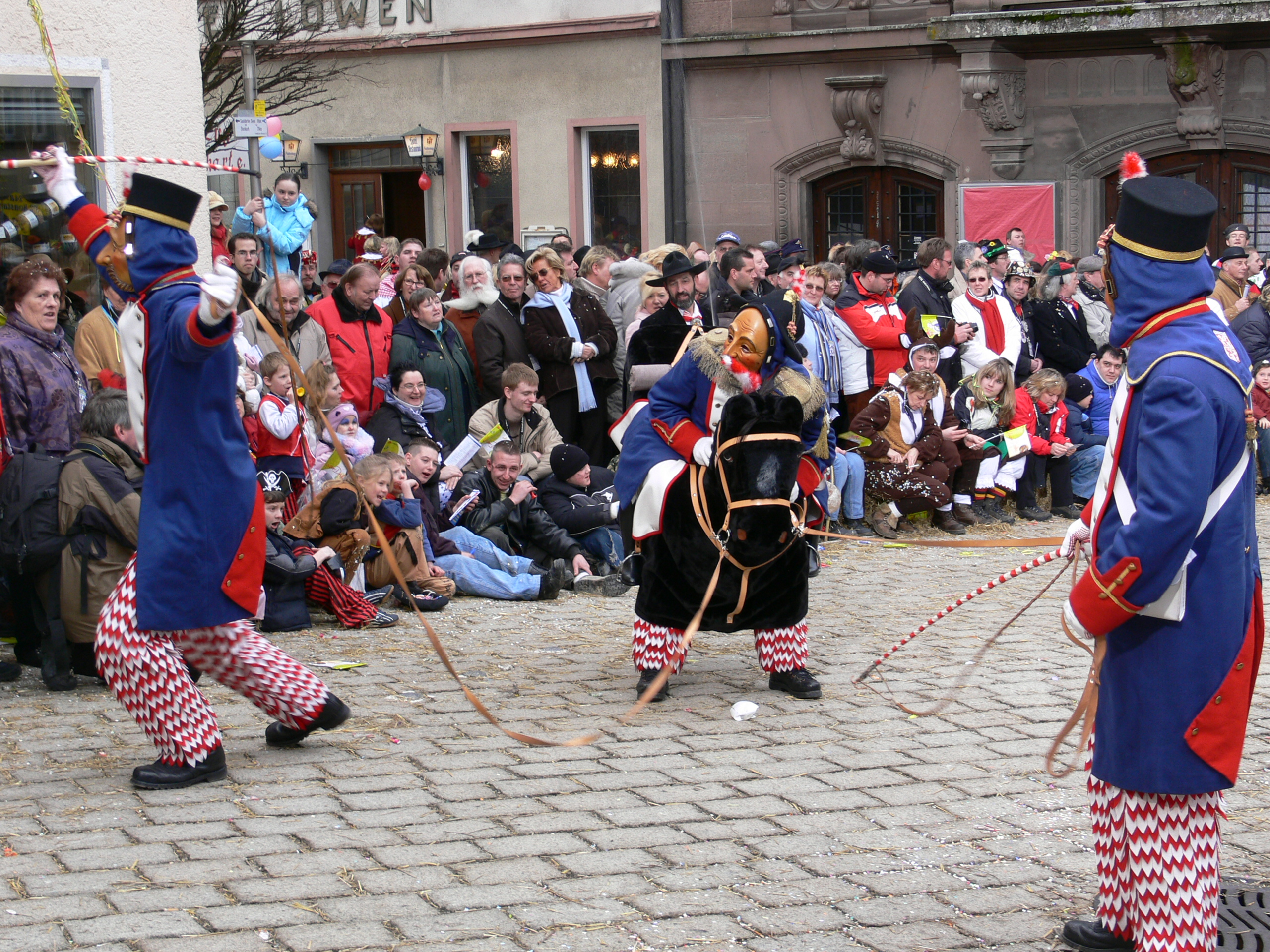
Празднование Фастнахта, Месскирх (2006)
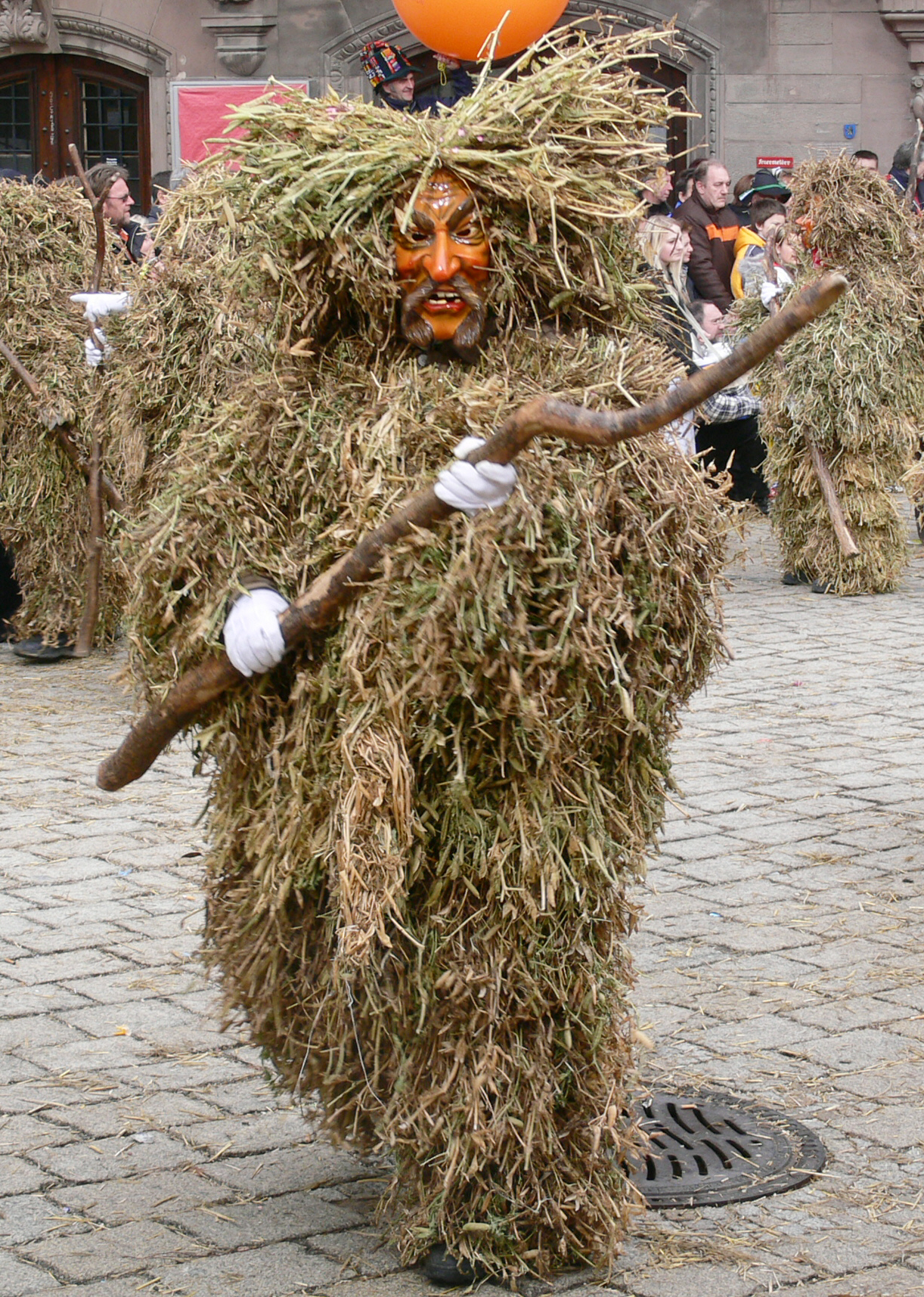
Поппельцунфт поёт песню. Празднование Фастнахта, Месскирх (2006)
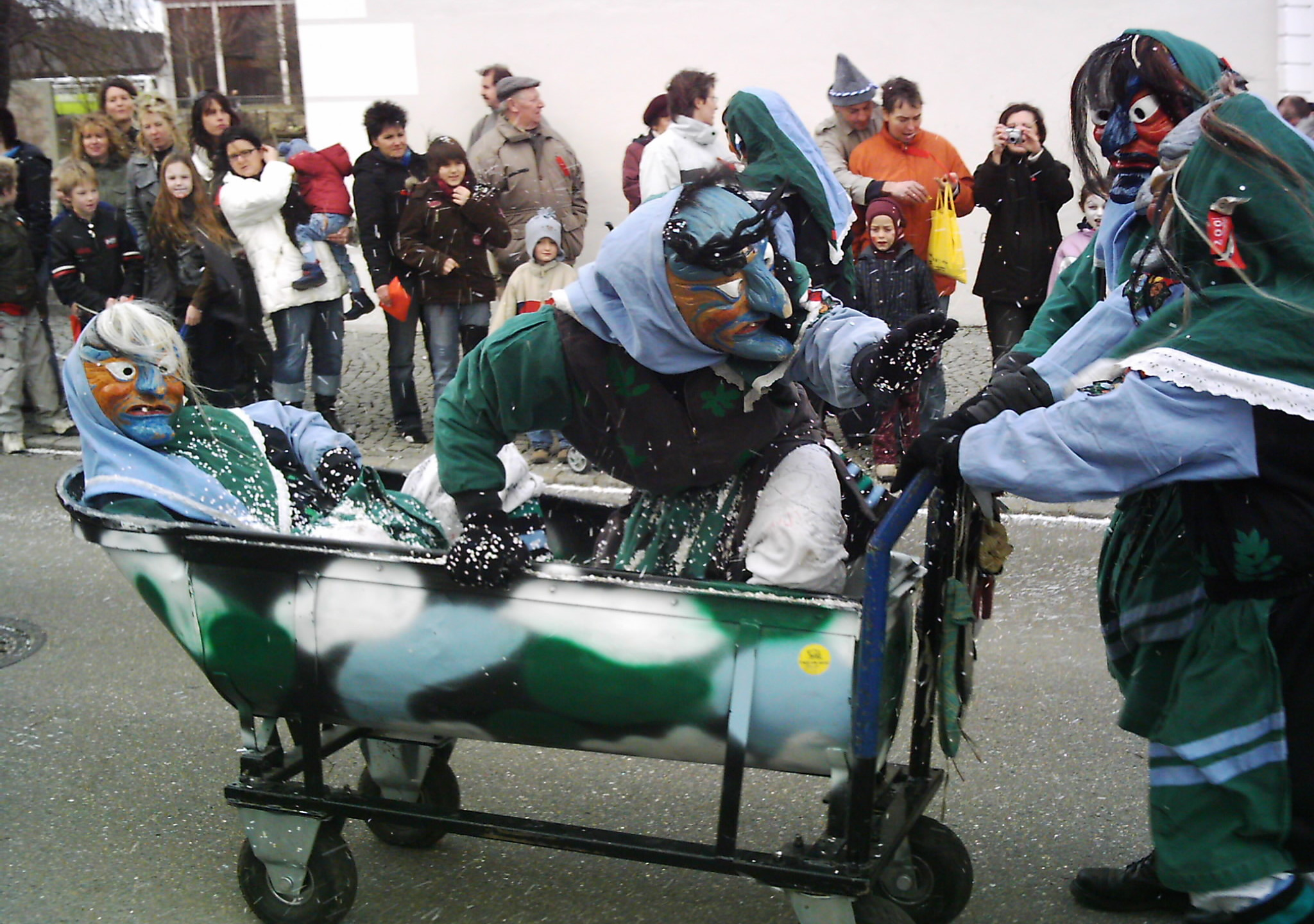
Композиция «Штадбахские ведьмы». Празднование Фастнахта, Танхайм (2008)
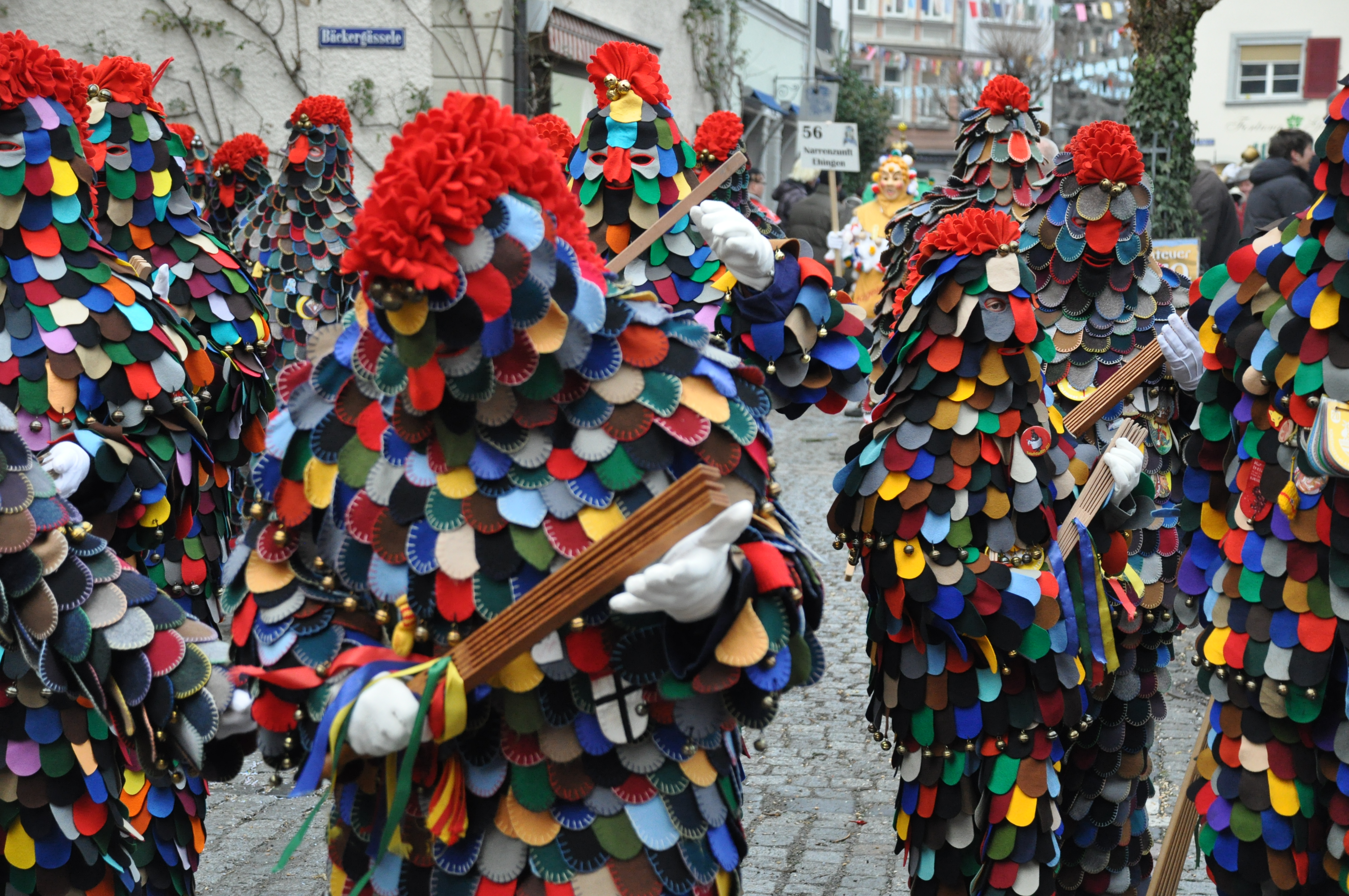
Шествие Блэцлебю на карнавале в Линдау (2016)